# رايموند زايدل
رايموند زايدل (بالإنجليزية: Raimund G. Seidel)‏ وهو عالم الحاسوب النظري الألماني والنمساوي وخبير في الهندسة الرياضية الحاسوبية.
ولد رايموند زايدل في غراتس، النمسا، ودرس مع هيرمان ماورر في جامعة غراتس للتكنولوجيا. حصل على درجة الماجستير. في عام 1981 من جامعة كولومبيا البريطانية تحت قيادة ديفيد جي كيركباتريك. حصل على الدكتوراه في عام 1987 من جامعة كورنيل تحت إشراف جون جيلبرت. انتقل رايموند زايدل بعد دراسته في جامعة كاليفورنيا (بركلي) عام 1994 إلى جامعة سارلاند. في عام 1997 كان هو وكريستوف م. هوفمان يعملان في برنامج الندوة الهندسة الحاسوبية. في عام 2014، تولى منصب المدير العلمي لمركز ليبنتز للمعلوماتية (LZI) من رينهارد فيلهلم.
اخترع رايموند زايدل تحليل الخوارزميات العشوائية واستخدامها لتحليل خوارزمية البرمجة الخطية البسيطة التي تعمل في الزمن الخط مع تلميذه سيسيليا أر. أراغون في عام 1989. وهو معروف بخوارزمية كيركباتريك-سيدل لحساب انغلاق محدب ثنائية الأبعاد.

## وصلات خارجية
- Raimund Seidel at الببليوغرافيا الرقمية ومشروع المكتبة Bibliography Server